# 프라이드의 숙청

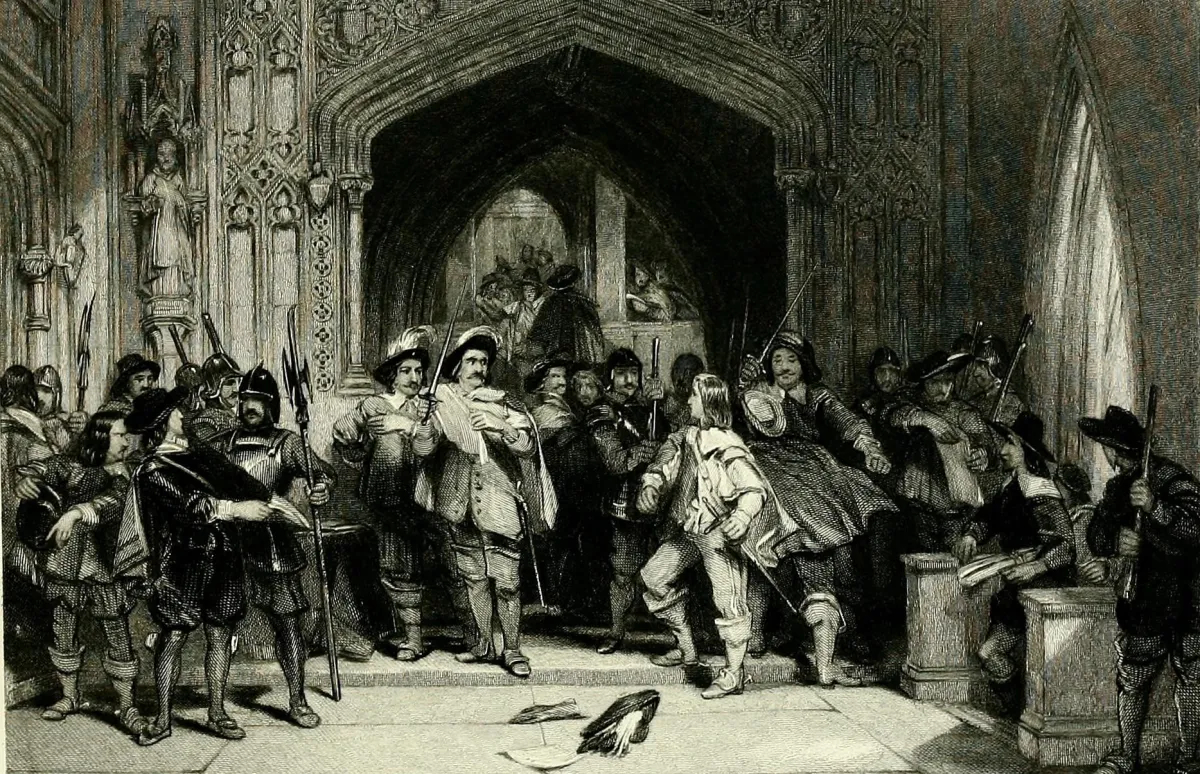
의사당을 봉쇄한 토머스 프라이드와 신형군

프라이드 숙청(Pride's Purge)은 1648년 12월 6일 토머스 프라이드가 이끄는 신형군이 잉글랜드 의회의 의원 가운데 자신들의 입장에 반하는 의원들을 선별하여 의사당 출입을 막은 사건이다.
찰스 1세는 1차 내전에서 패배한 1647년 이후로도 상당한 정치적 영향력을 행사하고 있었고 스코틀랜드의 언약도 및 잉글랜드 의회 내의 온건파와 동맹을 맺어 권좌에 복귀하고자 하였다. 찰스 1세의 복귀 시도는 2차 내전으로 이어졌고 다시 한 번 원두당이 승리함으로써 찰스 2세의 몰락으로 귀결되었다.
그러나 의회 내에서는 여전히 찰스 1세와 협상을 통해 내전을 종결하려는 의원들이 있었고, 신형군의 지휘관들은 찰스 1세의 제거만이 분쟁을 종식시킬 수 있다고 확신하였다. 신형군은 1648년 12월 5일 런던을 장악한 뒤 토머스 프라이드 대령의 지휘 아래 하원 앞에서 45명의 의원을 체포하였다.
프라이드의 숙청으로 불리게 된 이 사건으로 올리버 크롬웰을 비롯한 의회 강경파는 장기의회 내의 반대파를 축출하였고, 이렇게 일부 의원만으로 구성된 의회는 훗날 잔부의회로 불리게 된다. 잔부의회는 1649년 1월 찰스 1세를 처형하였고 1653년 호국경 정치가 시작되었다. 프라이드의 숙청은 잉글랜드의 유일한 쿠데타로 간주되고 있다.

## 배경
1642년 잉글랜드 내전이 시작되었을 때 쟁점은 국왕의 독주에 대항하는 의회의 권리에 대한 것이었다. 이 때만 하여도 왕당파인 기사당이건 의회파인 원두당이건 "질서 있는 군주제"가 신성한 것이라는 믿음에는 이론이 없었다. 물론 무엇이 "질서"인가에 대해서 크나큰 차이가 있었고 이 차이가 결국 내전을 불러왔다. 내전의 한 축인 종교적 갈등에서 왕당파가 생각하는 질서란 군주가 수장으로 있으면서 임명한 주교가 관할하는 잉글랜드 국교회의 지배를 받는 교회를 의미한 반면, 의회파인 원두당은 칼뱅주의를 바탕으로 하는 장로교의 한 분파였던 청교도가 지배하고 있었고 이들은 군주와 교회의 분리, 그리고 장로에 의해 운영되는 독립적인 교회 운영을 지지하였다.
청교도는 의회를 장악한 뒤 이미 선례를 남긴 스코틀랜드 교회의 경우처럼 잉글랜드 교회 역시 장로교로 전환되기를 바랬다. 주교제의 철폐를 요구하는 이러한 주장은 특히 독립파라고 불렸으며 내전을 거치면서 올리버 크롬웰을 비롯한 신형군의 다수를 차지하였다.
잉글랜드 내전 이전에 스코틀랜드는 이미 장로교를 채택하고 있었고 1639년 찰스 1세가 다시 주교를 임명하고자 시도하자 스코틀랜드 장로회의 주류인 언약도들은 주교 전쟁을 통해 이를 저지하였다. 전쟁에서 패배한 찰스 1세는 막대한 전쟁 배상금의 마련을 위해 의회를 소집할 수 밖에 없었다. 지난 11년 동안 의회 없이 독단으로 국정을 운영하며 절대군주제를 지향하던 찰스 1세가 다시 의회를 소집하자 의회는 국왕이 독단으로 의회를 해산할 수 없도록 군주권을 제한하고자 하였다. 의회의 소집과 세금의 징수를 놓고 벌어진 갈등은 결국 내전으로 번졌지만 당시까지도 원두당의 온건파들은 내전을 국왕이 의회의 동의를 받아 통치하는 잉글랜드의 오랜 전통으로 돌아가기 위한 방편으로 여겼다. 내전의 양상은 지지부진하게 진행되었고 의회는 국왕과 원만한 합의를 바라는 온건파와 완전한 승리를 주장하는 강경파로 분열되었다. 강경파의 주축이었던 독립파나 새로 구성된 부대인 신형군의 사병들 사이에서 번져가던 평등주의 급진파였던 수평파는 국왕과 타협을 바라는 온건파 귀족들과 스코틀랜드 언약도를 왕당파와 다름없다고 여겼으며, 반대로 온건파와 언약도는 강경파를 정치적 질서에 대한 위협으로 여기게 되었다.
1643년 잉글랜드 의회와 스코틀랜드 언약도는 엄숙동맹과 언약을 맺고 국왕에 맞서는 동맹을 결성하였다. 1646년 찰스 1세의 아성이었던 옥스퍼드가 함락되자 내전은 의회의 승리로 마무리 되는 듯 하였으나, 전후 정치 체제 정비의 문제에서 의회 내의 온건파와 강경파의 갈등은 오히려 고조되었다. 찰스 1세는 연금 상태에서도 의회의 요구에 확실한 답변을 미루면서 자신의 권좌를 되찾기 위해 의회 온건파와 스코틀랜드 언약도를 새로운 동맹으로 삼고자 하였다. 1648년 찰스 1세는 결국 언약도와 동맹을 맺었고 잉글랜드는 다시 한 번 내전을 치르게 되었다. 2차 내전의 실상은 전면전이라기 보다 산발적으로 일어나는 왕당파의 봉기를 진압하는 것이어서 비교적 신속하게 종결되었고 1648년 8월 프레스턴 전투에서 언약도의 군대가 패퇴함으로써 다시 의회파의 승리로 마무리되었다. 신형군 내에서는 찰스 1세의 축출만이 이 분쟁을 끝낼 수 있다는 생각이 주류를 이루게 되었다. 그러나 이 단계에서 크롬웰을 비롯한 대다수에게 찰스 1세의 축출은 처형이 아니라 그저 퇴위를 의미하는 것이었다.
2차 내전 이후에도 의회는 찰스 1세와 협상을 지속했지만 신형군은 점점 인내심이 바닥나고 있었다. 11월 10일 올리버 크롬웰의 사위이자 신형군의 지휘관이었던 헨리 아이레튼은 투표로서 국왕을 선출하는 법안을 의회에 제출하였다. 의회에서 갑론을박이 벌어지는 동안 찰스 1세의 탈출 계획이 발각되자 신형군은 의회의 논의가 그저 시간끌기에 불과하다고 판단하고 의회내 반대파를 축출하기로 결심하였다.

## 숙청
1648년 12월 1일 신형군 사령관 토머스 페어팩스는 와이트 섬에 연금되어 있던 찰스 1세를 허스트 성으로 이송하라고 명령하였다. 이튿날 페어팩스는 화이트홀에 본부를 두고 신형군에게 런던의 요지를 장악하도록 하여 혹시 있을 지 모를 런던 민병대의 소요를 방지하고자 하였다.
12월 5일 하루 종일 걸린 토론 끝에 의회는 129 대 83으로 찰스 1세와의 협상 지속을 의결하였다. 이틑날 신형군은 더 이상 기다릴 수 없다고 판단하였고 아이레튼은 휘하의 토머스 프라이드 대령과 하드레스 월러의 분견대를 의사당으로 보냈다. 이들은 의사당 앞의 경비대를 철수 시키고 나다니엘 리치의 기병대로부터 지원을 받으며 의사당 입구의 계단을 봉쇄하였다.
프라이드는 미리 준비한 명단을 들고 출석하는 의원들을 확인하였다. 명단에는 전체 의원 470명 가운데 전날 협상 지속에 찬성한 129명을 포함한 180명이 올라있었다. 프라이드가 축출을 시도한 의원 명단은 의회 내 귀족 온건파만 속해 있었던 것은 아니어서 여러모로 권력 장악 시도가 담겨있었다. 1차 내전 당시 찰스 1세를 직접 체포한 5인 가운데 한 명이었던 덴질 홀스마저 명단에 포함되어 있었던 것이다. 홀스는 이 사태에 두려움을 느끼고 런던을 떠나 피신하였다.
프라이드는 이날 명단에 든 의원 가운데 실제 출석을 시도한 총 140 명의 의사당 출석을 막아섰고 그 중 45명은 체포되어 스트랜드에 있는 여관 두 곳에 구금되었다. 의원들은 신형군 병사들의 거친 대우에 대해 불만을 표했고 병사들은 이미 수 개월 이상 밀려있던 급여 체납에 대해 항의하였다. 구금된 의원은 대부분 해가 바뀌기 전에 석방되었지만 윌리엄 윌러와 리처드 브라운은 거의 3년이 다 되도록 계속 갖혀 있어야 하였다.
이 일로 잉슬랜드 의회는 156 명의 의원만이 남게 되어 잔부의회로 불리게 되었다. 축출되지 않고 남은 의원들은 신형군을 지지한다고 여겨졌지만 모두가 그런 것은 아니었다. 프라이드의 행동에 불안을 느낀 의원들 80 여 명이 의사당 출석을 거부하자 찰스 1세와 협상을 종료하는 안건에 대한 표결은 단지 83명의 의원에 의해 이루어졌다.

## 이후

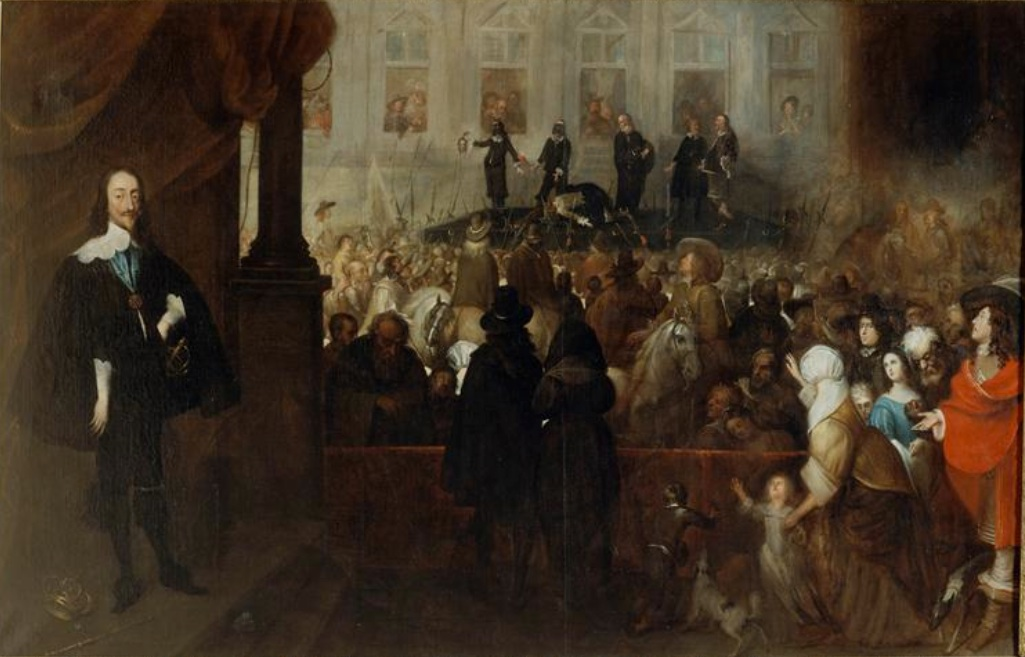
찰스 1세의 처형.

쿠데타에 앞장 선 덕분에 프라이드의 연대는 1648년 12월부터 1649년 1월 사이 채납 급여로 약 8천 파운드를 수령하였다. 이는 오랫동안 급여가 채납되어 있던 신형군 가운데 어느 부대보다 큰 금액이었다. 프라이드는 찰스 1세의 반역죄 재판에도 참여하였고 이후 사형집행 영장에도 서명하였다. 그는 호국경 정치 치하에서 부자가 되었고 1659년 사망하였다.
프라이드의 숙청으로 의회에서 찰스 1세의 퇴위를 막을 사람은 아무도 없게 되었지만, 이것이 곧 찰스 1세의 처형으로 연결되지는 않았다. 신형군 사령관 페어팩스는 찰스 1세의 재판 참여를 거부하였고, 곳곳에서 여전히 벌어지고 있는 왕당파의 봉기를 진압하고 있던 크롬웰도 찰스 1세가 아일랜드 침공을 지지한다면 굳이 죽일 이유는 없다고 생각하고 있었다.
찰스 1세가 아일랜드 침공을 지지할 의사가 없다는 것이 분명해지자 크롬웰은 국왕의 처형을 결심하였다. 1649년 1월 1일 잉글랜드 의회 하원은 국왕을 반역죄로 기소하였고, 상원이 이를 거부하자 국가 최고 권력은 하원이라고 선언하고 재판을 강행하였다.
찰스 1세는 "전쟁 중에 흘린 피에 대한 신의 진노를 달래기 위해" 사형이 결정되었다. 그러나 찰스 1세의 처형을 반대하는 사람들도 여전히 많았다. 재판관들조차 드러내놓고 반대하지 않더라도 자신이 국왕 시역죄를 짓고 있다는 두려움에 떨었다. 찰스 1세의 재판에는 모두 135명의 판사가 임명되었지만 사형집행 영장에 최종 서명한 사람은 52명에 불과하다. 크롬웰은 혹시 모를 부결을 방지하고자 의회에 회부하지 않고 재판관의 서명으로 사형을 결정하였다.
찰스 1세는 1649년 1월 30일에 처형되었다. 그러나 프라이드의 숙청 이후 이미 반대자가 모두 축출된 상태에서 이루어진 처형과 뒤를 이은 공화제는 이미 시작부터 온전한 정당성을 확보하지 못하였다. 프라이드 숙청은 1653년 잔부의회 해산 때까지 의회파의 분열이 악회되는 원인 가운데 하나로 작용하였다.

## 참고 문헌
- Ackroyd, Peter (2014). 《Civil War: The History of England Volume III》. Macmillan. ISBN 978-0230706415.
- Bradley, Emily Tennyson (1890). 〈Grey, Thomas (1623?-1657)〉.   Stephen, Leslie; Lee, Sidney. 《영국인명사전》 23. 런던: Smith, Elder & Co. 206,207쪽.
- Carlson, Leland (1942). “A History of the Presbyterian Party from Pride's Purge to the Dissolution of the Long Parliament”. 《Church History》 11 (2): 83–122. doi:10.2307/3160290. JSTOR 3160290. S2CID 159528281.
- Ludlow, Edmund (1978).  Worden, A.P., 편집. 《A Voyce from the Watch Tower》. Royal Historical Society. ISBN 978-0901050434.
- Macleod, Donald (Autumn 2009). “The influence of Calvinism on politics” (PDF). 《Theology in Scotland》 XVI (2).
- Macaulay, James (1891). 《Cromwell Anecdotes》. Hodder.
- “Pride's Purge”. 《BCW Project》. 2020년 5월 7일에 확인함.
- Rees, John (2016). 《The Leveller Revolution》. Verso. ISBN 978-1784783907.
- Royle, Trevor (2004). 《Civil War: The Wars of the Three Kingdoms 1638–1660》 2006판. Abacus. ISBN 978-0-349-11564-1.
- Scott, David (n.d.). “The Independents and the Long Parliament, 1644-48”. 《History of Parliament》. 2020년 5월 7일에 확인함.
- Woolrych, Austin (2002). 《Britain In Revolution》. OUP. ISBN 9780198200819.
- Pride’s Purge: Politics in the Puritan Revolution by David Underdown ISBN 0-04-822045-0